# Ampelisca latipes
Ampelisca latipes är en kräftdjursart som beskrevs av Knud Hensch Stephensen 1925. Ampelisca latipes ingår i släktet Ampelisca och familjen Ampeliscidae. Inga underarter finns listade.